# 相模の大凧センター
相模の大凧センター（さがみのおおたこセンター）は、神奈川県相模原市南区新戸2268-1に所在する相模原市立の複合施設「れんげの里あらいそ」内の施設の一つ。
天保年間（1830年 - 1844年）から行われてきたと伝えられている相模の大凧揚げ文化の保存・継承を図ることを主な目的に、凧づくり等の各種創作活動の場として利用できる施設として、2003年4月20日に開館した。施設は、展示ホール・ギャラリー・工作室で構成される。なお、「れんげの里あらいそ」は、新磯ふれあいセンター・新磯こどもセンター・相模の大凧センターで構成される。
敷地面積：5,908m2、延床面積：937.82m2。JR東日本相模線相武台下駅下車徒歩15分。